# Nivelet
Nivelet (en wallon : Nivelèt) est un hameau de la commune belge de Léglise, dans la province de Luxembourg.
Avant la fusion des communes de 1977, il appartenait à l'ancienne commune d'Assenois.

## Situation et description
Nivelet est un hameau ardennais situé entre les localités de Léglise et Les Fossés. Il avoisine aussi les hameaux de Lavaux et Naleumont. La proximité de l'autoroute E25 dont la sortie 28 se trouve à environ 1 km a, depuis la fin du XXe siècle et le début du XXIe siècle, contribué à le forte augmentation du nombre d'habitations du hameau sous la forme de constructions de maisons de type pavillonnaire.
Le noyau ancien est formé de plusieurs fermes en long bâties en pierre de schiste ou recouverte de crépi. On en dénombre encore deux en activité.
Aucun édifice religieux n'est recensé dans le hameau.

## Activités
Un comité des fêtes est présent dans le hameau.